# Nursia
Nursia (Oudgrieks: Νουρσία / Noursía) was een Sabijns-Romeinse stad in het hoge Sabijnse gebergte aan de bovenloop van de Nar (het huidige Norcia).
Nursia duikt in 205 v.Chr. voor het eerst op in de historische bronnen, wanneer het vrijwilligers stuurde om Scipio te ondersteunen. Tijdens het bellum sociorum was het een municipium, maar Nursia schijnt niet de status van colonia te hebben verkregen. 
Het was de geboorteplaats van Quintus Sertorius en van Vespasia Polla, de moeder van keizer Vespasianus. Ook de heilige Benedictus van Nursia en diens tweelingzuster Scholastica waren in Nursia geboren.
Nursia stond bekend om haar strenge klimaat en haar knolrapen.